# 霍希

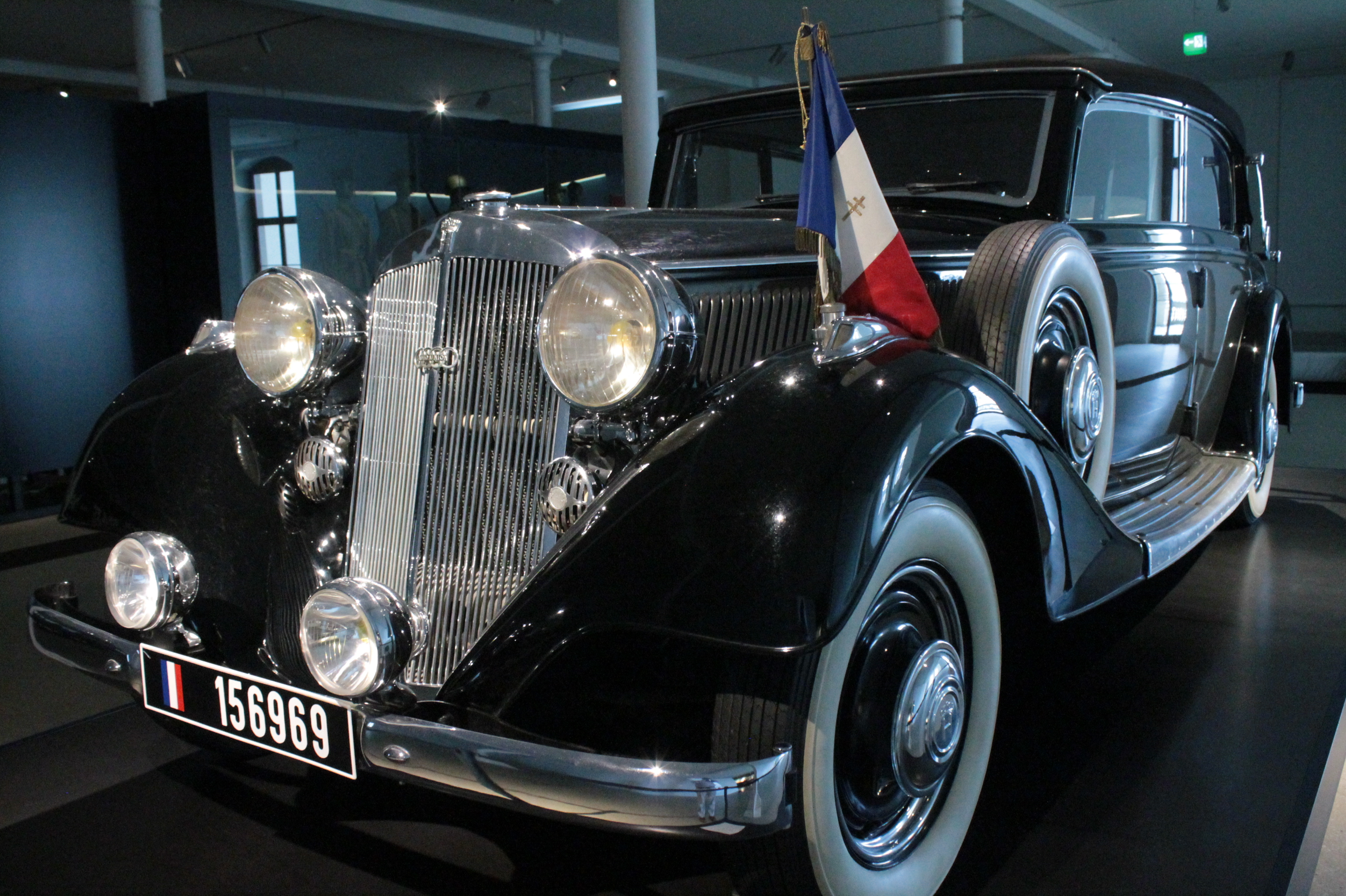
霍希 830 BL敞篷车

霍希（德語：Horch，發音：[hɔʁç] ⓘ）是由奥古斯特·霍希于1899年创立的德國汽車品牌，是現今的奧迪公司的前身之一。

## 历史
1899年，奥古斯特·霍希在科隆创立汽车维修、制造公司。1901年，奥古斯特·霍希设计制造了首辆汽车，该车采用单缸双活塞的前置发动机，有效解决发动机震动过大的问题。随着公司不断发展，至1904年，奥古斯特·霍希和股东们建立了以他自己名字命名的August Horch &Cie，即霍希汽车公司。1909年，奥古斯特·霍希因与股东之间的纠纷，离开霍希并于次年创办奥迪。
1926年，霍希发布首款豪华车型霍希8型303 Phaeton（Horch 8 Type 303 Phaeton）奠定了其顶级豪华车品牌基础。至1927年，霍希发展为仅生产八缸及以上发动机的豪华车制造商。20世纪三十年代，霍希在德国4升以上顶级豪华车的市场中占据了一半以上份额。 
1932年，霍希与DKW、Wanderer和最初的奧迪（Audi Automobilwerke GmbH）合併成立汽车联盟。1964年，福斯集團從賓士手中收購汽車聯盟，但賓士保留了霍希品牌的商標權。1969年，汽车联盟与NSU車廠合併，成立奧迪公司。
1980年代中期，賓士將霍希品牌轉讓給奧迪，但该品牌長期處於休眠狀態。
2018年，據奧迪公司內部人士表示，霍希有望重新问世。

## 代表车型

### 霍希8型303 Phaeton
霍希8型303 Phaeton搭载3.2升直列8缸汽油发动机，基本款定价1.19万马克。

## 延伸閱讀
- Horch, August: Ich baute Autos. Vom Schmiedelehrling zum Autoindustriellen. Schützen-Verlag, Berlin 1937.
- Kirchberg, Peter, Pönisch, Jürgen: Horch. Typen – Technik – Modelle. Delius Klasing, Bielefeld 2006, ISBN 3-7688-1775-X.
- Lang, Werner: „Wir Horch-Arbeiter bauen wieder Fahrzeuge“. Geschichte des Horch-Werkes Zwickau 1945 bis 1958. Bergstraße Verlagsgesellschaft mbH, Aue 2007, ISBN 978-3-9811372-1-7.
- Pönisch, Jürgen: 100 Jahre Horch-Automobile 1899–1999. Aufstieg und Niedergang einer deutschen Luxusmarke. Zwickau 2000, ISBN 3-933282-07-1.

## 外部連結
- Official Site of August Horch Museum Zwickau （页面存档备份，存于）
- Zwickau-Views (about 6000 Zwickau pics) （页面存档备份，存于）